# Appaalissiorfik
Appaalissiorfik [aˈpːaːlisːiˌɔfːik] (nach alter Rechtschreibung Agpâligsiorfik) ist eine wüst gefallene grönländische Siedlung im Distrikt Upernavik in der Avannaata Kommunia.

## Lage
Appaalissiorfik befindet sich an der Südspitze im Westen der Insel Qulleqqorsuit an der Mündung des Kangerlussuaq (Giesecke Isfjord). Der Ort liegt 33 km nördlich von Nutaarmiut und 37 km südlich von Nuussuaq.

## Geschichte
Appaalissiorfik wurde um 1916 von Überlebenden aus Sarfaq gegründet, wo ein Tsunami alles zerstört hatte. 1918 hatte Appaalissiorfik 19 Einwohner in zwei Häusern. 1923 wurde Appaalissiorfik aus der Gemeinde Tasiusaq in die Gemeinde Nuussuaq ausgegliedert. Bereits 1924 wurde der Wohnplatz wieder verlassen.